# Ḩamūleh
Ḩamūleh (persiska: حموله, Ḩomūleh) är en ort i Iran.   Den ligger i provinsen Khuzestan, i den centrala delen av landet, 500 km sydväst om huvudstaden Teheran. Ḩamūleh ligger 30 meter över havet och antalet invånare är 317.
Terrängen runt Ḩamūleh är mycket platt. Runt Ḩamūleh är det ganska tätbefolkat, med 120 invånare per kvadratkilometer. Närmaste större samhälle är Zovīyeh-ye Do, 14,8 km öster om Ḩamūleh. Trakten runt Ḩamūleh består till största delen av jordbruksmark.